# 青沼邦和
青沼 邦和（あおぬま くにかず、1953年〈昭和28年〉8月19日 - ）は、日本の政治家、実業家。元東京都新島村長（2期）。東京都島しょ振興公社理事長（代表理事）。

## 来歴
1953年（昭和28年）8月19日、東京都新島村で出生。京都立練馬工業高等学校卒業。
実業家として、新島観光代表取締役社長、新島陸送サービス代表取締役社長を務めた他、新島消防団長、東京都消防協会理事を歴任。
2015年（平成27年）10月11日、新島村長選挙に出馬し、元新島村副村長の大沼弘一を破り、初当選。
※当日有権者数：2,415人人 最終投票率：84.35%（前回比： 0.02pts）
| 候補者名 | 年齢 | 所属党派 | 新旧別 | 得票数  | 得票率 | 推薦・支持 |
| -------- | ---- | -------- | ------ | ------- | ------ | ---------- |
| 青沼邦和 | 62   | 無所属   | 新     | 1,017票 | 49.9%  |            |
| 大沼弘一 | 59   | 無所属   | 新     | 990票   | 48.6%  |            |

2019年（令和元年）6月26日、公益財団法人東京都島しょ振興公社理事長（代表理事）に就任。
同年9月29日、自身の任期満了に伴う新島村長選挙に出馬し、台風被害からの早期復興と子育て支援の充実などを訴えて、元新島村副村長の大沼弘一を破り、再選。
※当日有権者数：2,321人人 最終投票率：84.45%（前回比： 0.10pts）
| 候補者名 | 年齢 | 所属党派 | 新旧別 | 得票数 | 得票率 | 推薦・支持 |
| -------- | ---- | -------- | ------ | ------ | ------ | ---------- |
| 青沼邦和 | 66   | 無所属   | 現     | 990票  | 50.5%  |            |
| 大沼弘一 | 63   | 無所属   | 新     | 950票  | 48.5%  |            |

## 政策等

### 渋谷区との観光・文化交流協定
2021年（令和3年）3月19日、渋谷区と観光・文化交流を目的とした協力協定を締結。同協定は令和元年房総半島台風の被害によって渋谷区新島青少年センターが閉鎖されたことをきっかけに、渋谷区民が新島村を訪れる機会を創出することを目的としており、渋谷区が新島村を訪れた区民の宿泊費を8000円程度を上限に補助するという。
協定締結について青沼は「渋谷区民に何か新島村の物を持って帰ってもらえるようにしたい」と抱負を語った。